# Bhasalapur, Ron
Bhasalapur là một làng thuộc tehsil Ron, huyện Gadag, bang Karnataka, Ấn Độ.